# Bacari Uatara
Bacari Uatara (em diúla: Bakary Wattara; em francês: Bakary/Bacari Ouattara) foi um nobre africano mandinga do século XIX, fagama de Congue. Talvez sucedeu Soma Ali Uatara. Se sabe que fez raides nos territórios dos diãs, no atual Burquina Fasso, e morreu num destes.